# Paracoenia beckeri
Paracoenia beckeri är en tvåvingeart som först beskrevs av Carl Ernst Otto Kuntze 1897.  Paracoenia beckeri ingår i släktet Paracoenia och familjen vattenflugor.
Artens utbredningsområde är Italien. Inga underarter finns listade i Catalogue of Life.